# Гульрипшский район
Гульрипшский район (груз. გულრიფშის რაიონი), в Республике Абхазии —
Гулры́пшский райо́н (абх. Гәылрыҧшь араион), — район Абхазской АССР и частично признанной Республики Абхазии. Согласно административно-территориальному делению Грузии — Гульрипшский муниципалитет Абхазской Автономной Республики Грузии.
Районный центр — посёлок Гулрыпш. Крупнейшие населённые пункты: Гулрыпш, Цабал, Ажара.

## История
19 февраля 1943 года из состава Сухумского района Абхазской АССР был выделен новый район под названием Гульрипшский: он включил следующие сельсоветы: Гульрипшский, Ажарский, Азантский, Латский, Захаровский, Цебельдинский, Ольгинский, Мерхеульский (позднее из него выделен также Багмаранский), Маджарский, Драндский, Бабушерский, Владимировский и Анастасиевский.
10 апреля 1959 года Гульрипшский район был упразднён, а его территория передана в Сухумский район. 23 ноября 1963 года район был восстановлен.

## Население
| Численность населения | Численность населения | Численность населения | Численность населения | Численность населения | Численность населения |
| 1970                  | 1979                  | 1989                  | 2003                  | 2011                  | 2013                  |
| --------------------- | --------------------- | --------------------- | --------------------- | --------------------- | --------------------- |
| 51 706                | ↘50 767               | ↗54 962               | ↘17 962               | ↗18 032               | ↗37 289               |
| 2014                  | 2015                  | 2016                  | 2017                  | 2018                  | 2019                  |
| ↘18 071               | ↗18 074               | ↘18 059               | ↘17 871               | ↗17 885               | ↗17 887               |
| 2020                  |                       |                       |                       |                       |                       |
| ↘17 875               |                       |                       |                       |                       |                       |

По данным на 2003 год, включая Верхний Кодор, контролировавшийся до 2008 года Грузией, из 19 918 жителей района 47,1 % населения составляли армяне, 24,5 % — абхазы, 13,6 % — грузины, 12,1 % — русские, 0,6 % — греки, 0,6 % — украинцы.
Национальный состав района по переписям населения 2003 и 2011 гг.:
| Народ    | 2003 г., чел | %        | 2011 г., чел | %        |
| -------- | ------------ | -------- | ------------ | -------- |
| армяне   | 9374         | 52,19 %  | 8430         | 46,75 %  |
| абхазы   | 4879         | 27,16 %  | 6057         | 33,59 %  |
| русские  | 2381         | 13,26 %  | 2048         | 11,36 %  |
| грузины  | 804          | 4,48 %   | 833          | 4,62 %   |
| греки    | 118          | 0,66 %   | 125          | 0,69 %   |
| украинцы | 115          | 0,64 %   | 162          | 0,90 %   |
| эстонцы  | 65           | 0,36 %   | ...          | ...      |
| осетины  | 24           | 0,13 %   | ...          | ...      |
| другие   | 202          | 1,12 %   | 377          | 2,09 %   |
| итого    | 17962        | 100,00 % | 18032        | 100,00 % |

По предварительным данным переписи 2011 года, численность населения района, включая территорию Верхнего Кодора, составила 18 146 человек. По итоговым данным переписи 2011 года — 18 032 человек.

## Главы администрации района
- Михаил Логуа (2005—2011);
- Эшба Тимур Владимирович[2] (2011—2014);
- Барателия Аслан Юрьевич (с 2014 года).